# Alianza de Gays y Lesbianas Provida
La Alianza de Gays y Lesbianas Provida (PLAGAL Pro-Life Alliance of Gays and Lesbians) es un grupo de gays, lesbianas, bisexuales y transgéneros estadounidenses. PLAGAL apoya la posición provida de acuerdo a la cual la vida comienza con la concepción, por lo que el aborto sería el asesinato injusto de una vida y debería ser prevenido, ocupándose de otras alternativas--las que ellos llaman opciones "reales" o "no violentas"--para el bien de la mujer. Se diferencian de otros grupos provida porque PLAGAL apoya el matrimonio igualitario.

## Historia y evolución
La Alianza de Gays y Lesbianas Provida fue fundada en 1990 en Minneapolis (Minnesota) y Washington D. C. bajo el nombre de "Gays Contra el Aborto" por Tom Sena. Su primer presidente fue Philip Arcidi, que fue elegido en 1994. "Gays Contra el Aborto" cambió su nombre al actual "Alianza de Gays y Lesbianas Provida" a principios de 1991 para reflejar mejor la diversidad de sus miembros: gays y lesbianas. PLAGAL también aúna a bisexuales, transexuales y personas intersexuales, así como personas heterosexuales.
PLAGAL ha indicado investigaciones provida que muestran un enlace entre los abortos de mujeres y cáncer de mama. También han tomado la posición de que incluso si una mujer está infectada por el VIH no debe abortar porque hay formas de prevenir la transmisión del virus de la madre. Apoyan la expansión del acceso a medicamentos antirretrovirales para todos los que necesiten tales tratamientos, incluyendo embarazadas y sus fetos.
En marzo de 2005, PLAGAL apoyó la legislación introducida por el republicano Brian Duprey en el estado de Maine que, asumiendo que la ciencia descubriría un componente genético significativo para la homosexualidad, ilegalizaría un aborto basándose en la orientación sexual predicha.
En los últimos años ha habido algunos cambios en PLAGAL. El fundador de PLAGAL, Tom Sena, murió en junio de 2001; Joe Beard, otro eminente miembro de PLAGAL, también murió en julio del año siguiente. A pesar de todo, el grupo sigue activo bajo el liderazgo de su actual presidenta Cecilia Brown.

## Reacción de la comunidad gay y lesbiana
Como la postura «provida» está frecuentemente asociada con el ideario político de la derecha religiosa, muchos gays y lesbianas se consideran a sí mismos «proelección» y contemplan a los gays y lesbianas «provida» con un tipo similar de desdén al que se da a la conservación de intereses de los grupos gay tales como los Log Cabin Republicans y el Independent Gay Forum.
Los gays y lesbianas «provida» afirman que sus creencias sobre el aborto derivan de creencias que consideran la no violencia, los derechos humanos y la interconexión de los derechos humanos, no desde el sectarismo puro "sexo negativo" o los "valores familiares tradicionales". Aunque algunos miembros del PLAGAL son conservadores, cubren todo el espectro político y muchos miembros se identifican como liberales, izquierdistas o progresistas. La presidenta del PLAGAL, Cecilia Brown, por ejemplo, es miembro del Partido Verde. Otro cargo nacional, Jackie Malone, está abierta a invalidar los derechos.
Ya en 1994, Chuck Volz, cofundador de la sección ahora desaparecida «Delaware Valley PLAGAL», empezó un escándalo en medio de un local gay cuando condenó a los patrocinadores del VIH de Philadelphia que iban a desviar "fondos cruciales" para ayudar en el aborto de fetos VIH positivos.
Gran parte del debate dentro de la comunidad de gays y lesbianas continúa pacíficamente, si no siempre cívicamente. Sin embargo, en 1995 PLAGAL se inscribió para participar en la marcha del orgullo gay de Boston y fue rechazada. PLAGAL puso una mesa en la ruta de la marcha, donde los miembros distribuían literatura. Durante la marcha, la mesa fue rodeada por personas que les interrumpían y rompían los folletos de PLAGAL, conduciendo a que la policía pidiera a PLAGAL a dejar la zona de la marcha para restaurar el orden.
Muchas organizaciones por los derechos de gays y lesbianas en EE. UU. han entrado en coalición con grupos de interés proelección. Esto es en gran parte a que muchos grupos de interés y políticos que se identifican como «provida» se oponen al matrimonio gay y algunos incluso van tan lejos como apoyar las prohibiciones del gobierno en control de natalidad, condones y homosexualidad. Así, muchos miembros de la comunidad LGBT han reaccionado escépticamente a PLAGAL, y algunos critican que PLAGAL nunca ha explicado las contrapartidas «proelección» sobre su postura en el tema de preservativos o únicamente abstinencia en la educación sexual.
PLAGAL ha distribuido condones y presas dentales en actos públicos como las Marchas del Orgullo Gay y expresó sus puntos de vista pro-anticonceptivos en su web, en sus publicaciones y en charlas y discusiones. En su contribución al libro de antología Feminismo Provida Ayer y Hoy (Segunda Edición, ed. Mary Krane Derr, Rachel MacNair & Linda Naranjo-Huebl, Estudios de la Asociación de Feminismo y No-violencia/XLibris 2006), la presidenta de PLAGAL, Cecilia Brown, se manifiesta a favor de los matrimonios de personas del mismo sexo, los derechos de los padres de personas LGBT, el control de natalidad y una educación sexual comprensible. Critica la homofobia, incluyendo la homofobia como parte de algunos antiabortistas, como una causa de embarazos no deseados y abortos.
En el Millennium March por la Igualdad del año 2000, los mayores grupos de interés gay como la GLAAD y la HRC promocionaron políticas públicas «proelección», a pesar de las protestas de PLAGAL.

## Reacciones de la comunidad «provida»
En EE. UU. algunos grupos de interés «provida» tienden a oponerse al matrimonio igualitario, unos cuantos incluso se oponen a proporcionar acceso al control de natalidad y preservativos a favor de una posición en la que la actividad sexual solo debería ocurrir dentro de un matrimonio heterosexual tradicional. Así, algunos grupos de interés «provida» socialmente conservadores están incómodos con un grupo de interés que es «provida» y «progay».
En 2002, Ms. Nellie Gray, la presidenta y titular del permiso para la «Marcha por la Vida» anual, denegó un permiso a PLAGAL y ordenó que sus miembros fueran arrestados en vez de participar en la decimonovena marcha anual. El incidente incitó un debate dentro del movimiento «pro-vida» en el que se cuestionaba que una ideología no podía ser «provida» y «progay» a la vez. El derecho religioso es una fuerza poderosa dentro del movimiento «provida» en Estados Unidos y existen corrientes que ven su oposición al aborto como parte de una agenda más amplia, que también incluye la oposición a la homosexualidad.
Pero el veredicto de la comunidad «provida» estaba dividido; otras corrientes se situaban en una posición de derechos humanos más secular, enviando cartas de apoyo a PLAGAL. Estos individuos y organizaciones, afiliados con grupos pacifistas y de justicia social, ven su oposición al aborto como parte de una Seamless Garment Network, ahora llamada Consistent Life Ethic ("Ética de Vida Consistente"), unida a la oposición a la violencia contra mujeres, racismo, pobreza, armas nucleares, la Guerra de Irak y la pena de muerte.
Otros ven la lucha contra el aborto de una forma más pragmática y acogen el apoyo de PLAGAL sin importarles su posición en otros temas. Mientras, otros grupos «provida» apoyan su posición como parte de un movimiento religioso mayor, permitiendo a organizaciones «progay» estar asociadas con su movimiento.
El debate sigue activo, pero como el movimiento «provida» no es únicamente un sector cristiano conservador, PLAGAL ha sido bienvenida a marchar en siguientes marchas.

## LGBT por la Vida Argentina
A partir de la organización PLAGAL originaria de Estados Unidos se crea LGBT por La Vida Argentina el 12 de junio de 2018. Sus miembros, integrantes pertenecientes a diferentes organizaciones «provida», deciden unirse para dar voz e imagen a esta organización. El mensaje principal que la organización transmite es la no generalización de todo el colectivo LGBT como proaborto, y que no es una contradicción pertenecer a este colectivo y estar a favor de la Vida del prenatal. LGBT por La Vida marchó junto a diferentes organizaciones «provida» en contra del Proyecto de Interrupción Voluntaria del Embarazo, presentado en la Cámara de Diputados y luego rechazado en la Cámara de Senadores el 8 de agosto de 2018.